# Болница „Червен кръст“
Болницата „Червен кръст“ е създадена в София през 1900 г. като дружествена болница на Българското дружество „Червен кръст“ с 6 легла в сграда, построена през 1893 г. за склад на дружеството. Сградата е дарена от австрийския гражданин Ото Биелик. Днес на същото място се издига сградата на Клиниката по неврохирургия на Университетската многопрофилна болница за активно лечение и спешна медицина „Н. И. Пирогов“ – наследник на болницата.
Строежът на централното здание на болницата „Червен кръст“ започва през 1907 г. и е завършен през 1909 г. по проект на архитектите Кирил Маричков и Георги Фингов. Това е сградата на сегашните секции по токсикология и спешни вътрешни болести. Тя е на 2 етажа до 1952 г., когато се надстроява и 3-ти етаж, а през 1999 г. се извършва генерален ремонт и осъвременяване, като нейните архитектурна стойност и функции се съхраняват.
През 1915 г. в болницата е инсталиран първият рентгенов апарат в България.
През 1945 г. болницата „Червен кръст“ е реорганизирана в главна база на бързата помощ в България. През следващите няколко години, освен финансирането от Българския Червен кръст, и държавата започва да влага пари и се разширяват звената на болницата.
През 1949 г., във връзка със започналото коренно преустройство на системата на здравеопазването в страната, Централният съвет на Българския Червен кръст предава болницата на Софийския градски народен съвет. През 1951 г. болницата е преобразувана в Институт за бърза медицинска помощ и получава името на именития руски учен хирург Николай Пирогов, един от създателите на военната хирургия.